# Johan De Roo
Johan De Roo (Beernem, 15 januari 1948) is een Belgisch voormalig CD&V-politicus van ACW-strekking uit het Oost-Vlaamse Maldegem, waar hij burgemeester was.

## Levensloop
Johan De Roo studeerde in 1970 als maatschappelijk assistent af, waarna hij zes jaar als maatschappelijk assistent werkte. Hij was hoofd van de studiedienst van de Christelijke Centrale der Textiel- en Kledingbewerkers van België van 1977 tot 1985. Van 1978 tot 1983 was hij docent aan het Instituut voor Psychosociale Opleiding in Kortrijk.
In 1983 werd hij verkozen tot gemeenteraadslid van Maldegem, waar hij van 1989 tot 1998 schepen was. In 1998 volgde hij Jean Rotsart de Hertaing op als burgemeester, een functie die hij tot in 2012 uitoefende. In 2000 en 2006 werd hij herkozen als burgemeester en zijn partij behaalde telkens de volstrekte meerderheid.
Voor de CVP zetelde hij van 1985 tot 1991 voor het kiesarrondissement Gent-Eeklo in de Kamer van volksvertegenwoordigers en vervolgens was hij van 1991 tot 1995 rechtstreeks verkozen senator in de Senaat. 
In de periode december 1985-mei 1995 had hij als gevolg van het toen bestaande dubbelmandaat ook zitting in de Vlaamse Raad. De Vlaamse Raad was vanaf 21 oktober 1980 de opvolger van de Cultuurraad voor de Nederlandse Cultuurgemeenschap, die op 7 december 1971 werd geïnstalleerd, en was de voorloper van het huidige Vlaams Parlement. Bij de eerste rechtstreekse verkiezingen voor het Vlaams Parlement van 21 mei 1995 werd hij verkozen in de kieskring Gent-Eeklo. Tussen juni 1995 en juni 1999 zat hij er de CVP-fractie voor. Ook na de tweede rechtstreekse Vlaamse verkiezingen van 13 juni 1999 bleef hij Vlaams volksvertegenwoordiger, tot juni 2004. Van juli 1999 tot het einde van zijn mandaat in juni 2004 maakte hij als eerste ondervoorzitter deel uit van het Bureau (dagelijks bestuur) van het Vlaams Parlement. Sinds 27 september 2004 mag hij zich ereondervoorzitter van het Vlaams Parlement noemen. Die eretitel werd hem toegekend door het Bureau van deze assemblee.  
Als vertegenwoordiger van het ACW hield hij zich voornamelijk bezig met sociale thema's. In 2004 trok hij zich terug uit de nationale politiek. Hij bekleedde vervolgens verschillende bestuursmandaten, onder meer bij VDK Spaarbank en Elia.
In 2012 stelde hij zich niet meer verkiesbaar als burgemeester van Maldegem.
Sinds 2016 is De Roo lid van de Federale Deontologische Commissie. Zijn mandaat werd in 2022 verlengd.